# Саксаганський Панас Карпович
Пана́с Ка́рпович Саксага́нський  (справжнє прізвище — Тобілевич; 15 (27) травня 1859, Кам'яно-Костувате на Херсонщині, тепер Миколаївська область — 17 вересня 1940, Київ) — визначний український актор, режисер, драматург і педагог школи Марка Кропивницького, один з корифеїв українського побутового театру. В своєму сценічному псевдоніму Саксаганський увічнив батьківщину матері Євдокії — вона походила з містечка Саксагань (нині село Кам'янського р-ну Дніпропетровської обл.).

## Життєпис

### Дитинство
Народився 15 травня 1859 року в селі Кам'яно-Костувате (нині Миколаївська область). Він був наймолодшим із шістьох дітей у родині Тобілевичів, з якої четверо стали видатними театральними діячами: Марія (Садовська-Барілотті), Іван Карпенко-Карий, Микола (Садовський) і Панас (Саксаганський).
Рід Тобілевичів походив від польської шляхти, однак у XVIII столітті збіднів. Після Листопадового повстання 1830—1831 років у Російській імперії шляхту, яка не мала документальних підтверджень свого статусу, позбавляли дворянських привілеїв. Батько Панаса, Карпо Тобілевич, намагався довести дворянське походження родини, однак через розбіжності в написанні прізвища це зробити не вдалося. Ця історія лягла в основу комедії Івана Карпенка-Карого «Мартин Боруля».
Євдокія Садовська, мати Панаса Саксаганського, походила з козацького роду з села Саксагань Катеринославської губернії (нині Дніпропетровська область). Вона була кріпачкою, але була викуплена з неволі Карпом Тобілевичем, який згодом став її чоловіком. У родині Тобілевичів дотримувалися православних традицій. Панас Саксаганський з дитинства відвідував церкву, що формувало його моральні принципи. Батьки заохочували навчання й самоосвіту, що допомогло майбутньому митцю здобути знання та розвинути свій талант.
Панас Саксаганський змалку проявляв акторські здібності: декламував, співав, танцював, що викликало захоплення у його родини. У сім'ї панувала творча атмосфера: обговорювали вистави, співали народні пісні, цитували класичні твори. Його мати особливо любила театр і знала напам'ять «Наталку Полтавку», передаючи дітям любов до мистецтва. І хоч Карпо Тобілевич не вважав акторство надійною професією, однак його талант оповідача, знання фольклору та акторська майстерність вплинули на творчий розвиток Панаса. Батько знав безліч народних пісень, анекдотів і легенд, які яскраво передавав у розповідях. У домі Тобілевичів також шанували творчість Тараса Шевченка. Батько навчав дітей декламувати його вірші, розповідав про минуле України та наголошував на важливості освіти. Ці цінності вплинули на формування світогляду Панаса Саксаганського та його подальший творчий шлях.

### Освіта

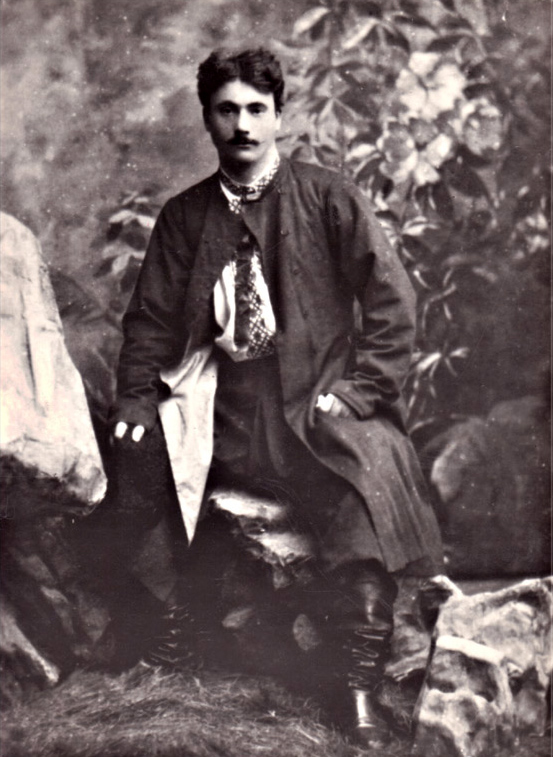
Панас Тобілевич у молоді роки

Початкову освіту здобув у Бобринецькій повітовій школі, де успішно завершив три класи. Карпо Тобілевич прагнув дати дітям хорошу освіту, щоб вони змогли зайняти гідне місце в суспільстві. Він казав: «Тим-то в мене й такі діти, що така шапка!». Його зусилля сприяли тому, що всі діти родини отримали добру освіту, а згодом Панас обрав шлях театрального мистецтва.
Далі освіту здобував у німецькій школі Шрейтеля, де вивчав російську, німецьку, французьку і латинську мови, а також арифметику та закон Божий. Єлисаветград того часу був важливим культурним центром, що сприяло формуванню його світогляду та зацікавленості театральним мистецтвом. Тут діяли численні аматорські гуртки, які стали основою для створення професійного українського театру під керівництвом Марка Кропивницького (1882). Значний вплив на розвиток Саксаганського мали вистави за участю видатних акторів, таких як Марія Єрмолова, Федір Горєв, Адріан Олдрідж, гастролі якого в Єлисаветграді стали знаковою подією. Сам Саксаганський згадував, що після перегляду вистав довго перебував під їхнім враженням: «Уночі я не міг спати — все думав про героїв і про їхнє життя».
Ще школярем Панас захопився влаштуванням аматорських вистав. Важливу роль у становленні Саксаганського відіграли його родичі, зокрема брат Іван Карпенко-Карий, який привив йому любов до театру. У сімейному колі часто обговорювалися театральні постановки, а Іван друкував рецензії в місцевій пресі.
Як згадував сам Панас Саксаганський у книзі «Думки про театр», «від матері, Євдокії Зіновіївни, діти вперше почули про театр. Вона знала напам'ять усю „Наталку Полтавку“, і не тільки знала, а й уміла надзвичайно цікаво проказувати окремі ролі та відображати різних дійових осіб… Завдяки нашій матері мої старші брати, сестра Марія і я теж знали всю „Наталку“ напам'ять. На мене, як і на Миколу, мав великий вплив аматорський гурток, яким керували Марко Кропивницький і старший брат Іван. Шкільне керівництво та й Іван забороняли нам відвідувати вистави, бо ми так захоплювалися театром, що забували про свої уроки. Тоді ми організували власний шкільний драмгурток, де грали „Наталку Полтавку“, „Назара Стодолю“, „Москаля-чарівника“».
Після закінчення школи Шрейтеля, Панас Саксаганський разом із братом Миколою Садовським вступили до Єлисаветградської земської вищої реальної школи, яку закінчив 1877 року. Навчальний процес тут був організований значно краще, однак Саксаганський мав низьку успішність, оскільки весь свій вільний час проводив в аматорському гуртку, заснованому Іваном Карпенком-Карим, а також відвідував різні театральні вистави. Як він сам згадував:
«Я не пропускав ні одної вистави, і коли мати заховає, було, чоботи, щоб я зостався і вчив „уроки“, то я знаходив які-небудь шкарбани, або надівав материні черевики і, притулившись десь за лаштунками, все ж таки слухав п’єсу. … Учився я погано, брав здебільшого пам’яттю. У класі на лекціях я забирався на „Камчатку“, де читав або розказував всякі казки та приказки, яких виучувався влітку у хлопців, косарів чи баштанника Дмитра, старого миколаївського солдата».
Акторський талант Саксаганського проявлявся ще у шкільні роки. Його друг, відомий громадський діяч Євген Чикаленко, за яким він сидів за однією партою, згадував:
«Панас Саксаганський тоді вже був гарним співаком і знаменитим оповідачем-коміком; часом на лекціях він пошепки почне було розказувати що-небудь смішне, і ми, забувшись, що сидимо в класі, раптом вибухнемо голосним реготом; Панас сидить наче він ніде-нічого, а нас було зоставлять за кару в школі на годину після лекцій».
Зацікавившись театром, Панас Саксаганський почав брати активну участь у роботі Єлисаветградського аматорського гуртка, режисером якого спочатку був Іван Карпенко-Карий, а згодом Марко Кропивницький. Гурток мав власний оркестр, а постановки відбувалися не менше двох разів на тиждень. Вистави не лише приносили мистецьке задоволення, але й мали благодійний характер – прибуток спрямовувався на допомогу бідним учням, а згодом на ці кошти була заснована реміснича школа.
У одному класі з Панасом Саксаганським вчився також Олександр Тарковський — батько поета Арсенія Тарковського і дід кінорежисера Андрія Тарковського.

### Аматорський театр

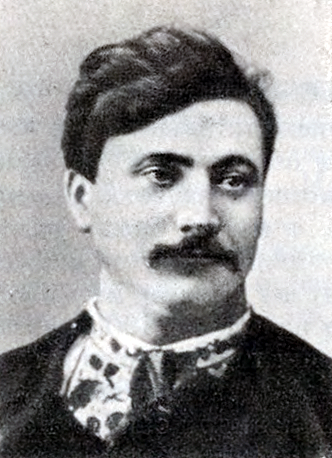
Панас Саксаганський

Сценічну діяльність розпочав у Єлисаветграді в аматорському гуртку під орудою Марка Кропивницького.
Панас Саксаганський: «Навчаючись у старших класах, я і Микола одержали дозвіл виступати у аматорських виставах — спочатку в епізодах, а потім у відповідальніших ролях. На аматорській сцені у Єлизаветграді я теж мав значний успіх: коли Кропивницький виїхав до Одеси, мені доручили його ролі.
Я їх виконував, наслідуючи засобом Марка Лукича, бо, відвідуючи репетиції і спектаклі, я добре запам'ятав собі всю манеру грати, всі його рухи, інтонації і міміку. Кропивницький був тоді для мене ідеалом актора і людини і я старанно копіював його… Я все більше переконувався, що діло все залежить від праці, що в праці криється талант… В артиста неодмінно повинен бути талант… Кожний артист є, безперечно, складовою частиною не тільки своєї великої сім'ї майстрів-художників, але й своєї епохи, класу, нації, суспільства, що безпосередньо оточує його».
1878 року пішов на військову службу (Одеська юнкерська школа). Служив у 58-му Празькому піхотному полку, розташованому в Миколаєві. Брав участь в українських виставах трупи Чернишова.

### Професійний театр

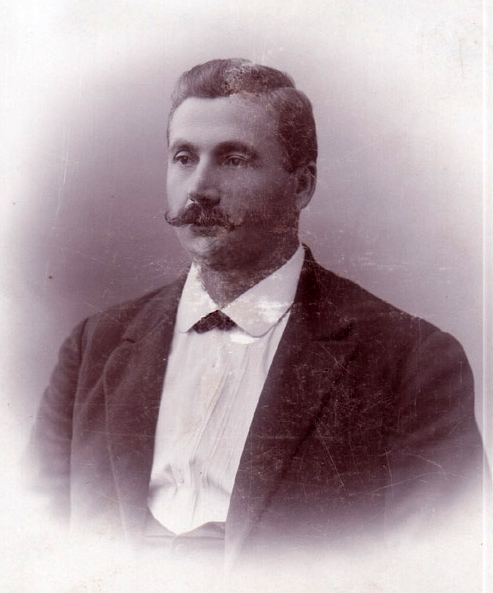
Панас Саксаганський, 1893

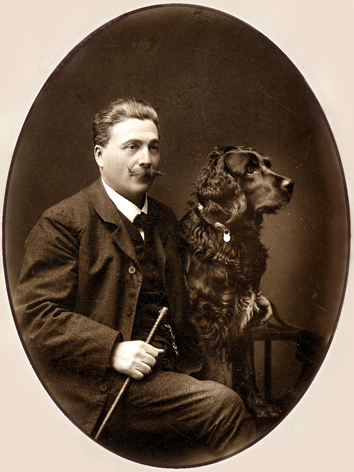
Панас Саксаганський. 1890-ті роки

Професійне творче життя розпочав 1883 року на сцені Миколаївського театру під керівництвом Марка Кропивницького та Михайла Старицького, виконавши роль Возного у «Наталці Полтавці».
З 1885 року — у трупі Марка Кропивницького, з 1888 року — у брата Миколи (Садовського), у 1890–1898 та 1905–1909 рр. очолював «Товариство русько-малоросійских артистів».
Впродовж 1910–1915 рр. гастролював у турах Т. Колесниченка та ін. З 1912 до 1940 року Саксаганський проживав у Києві в будинку на вулиці Жилянській, 96.
У 1915–1916 роках працював у Товаристві українських акторів під орудою Івана Мар'яненка, з 1916 р. — у Товаристві Українських Акторів.
1918 року очолював Державний народний театр, який мав завдання ставити побутовий, історично-побутовий і класичний репертуар. 29 липня 1925 року відбулася прем'єра вистави Я. Мамонтова «Що загинули ранком». Режисери — П. Саксаганський, Л. Сабін.
18 вересня 1925 року РНК УСРР надала Панасу Саксаганському звання Народного артиста республіки.
Спорадично в складі новоствореного Театру ім. М.Заньковецької, з 1926 року гастролював у різних театрах; останній раз виступав на сцені 12 травня 1935 року. Народний артист СРСР (1936).

## Творчість

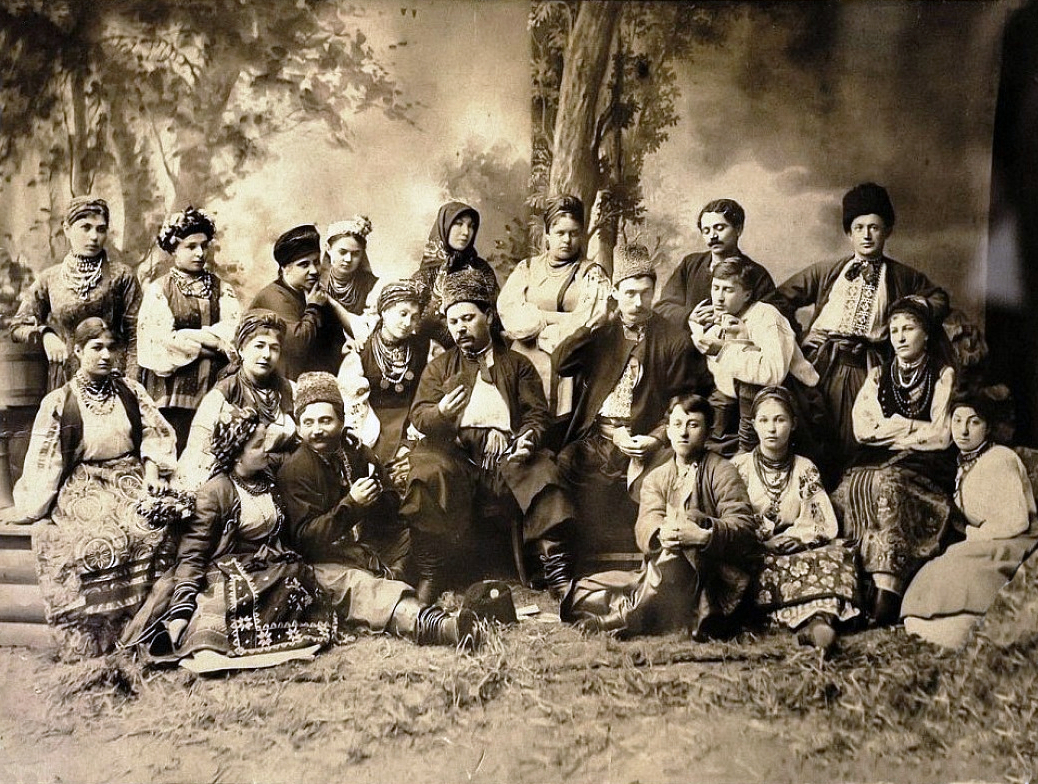
Трупа Кропивницького (сцена гри у карти), друга пол. 1880-х рр. Вгорі, з лївого боку починаючи: Нечай, Черновська, Затиркевич, Мартиненко, Нечай, Переверзева, Глєбов, Загорський.
Середнїй ряд: Доленко, Маркова, Заньковецька, Кропивницький, Садовський, Петро Карпенко, Ратмірова.
На долї: Хильченко (Тобилевичева), Саксаганський, Максимович, Полянська, Косюра

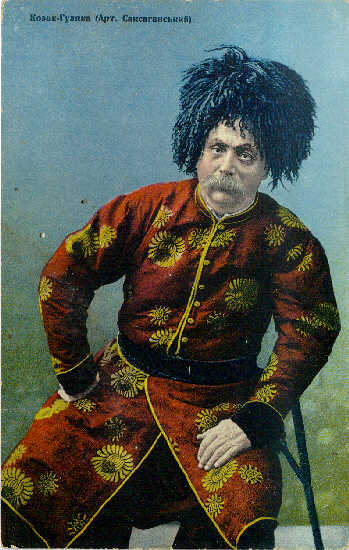
Панас Саксаганський у сценічному образі, 1905 рік

Як акторові, йому був притаманний реалістично-психологічний метод роботи над роллю із чіткими зовнішніми деталями.
Він мав передусім талант коміка, переважно з сатиричним забарвленням: Возний («Наталка Полтавка» Івана Котляревського), Бонавентура, Пеньонжка, Тарабанов, Харко Ледачий («Сто тисяч», «Мартин Боруля», «Суєта», «Паливода XVIII ст.» І. Карпенка-Карого), Голохвостий («За двома зайцями» Михайла Старицького) та ін.; у вокальному репертуарі — Карась («Запорожець за Дунаєм»).
Але з немалим успіхом виступав і в інших амплуа: у героїчних і трагедійних ролях.
У режисерській роботі відзначався надзвичайною докладністю, знав усі п'єси напам'ять, на проби приходив з готовим режисерським примірником, з сумлінним простудіюванням кожної ролі у єдності акторського ансамблю.
Найбільш відомий виставами драм І. Карпенка-Карого. Зі світового репертуару поставив «Розбійників» Й. Шиллера (грав роль Франца Моора), «Урієль Акоста» К. Гуцкова (Державний Народний Театр, 1918 р.) та «Отелло» Вільяма Шекспіра (Театр ім. М.Заньковецької, 1926).
Виховав ціле покоління акторів (Борис Романицький, Варвара Любарт, Андрій Ратмиров, Тетяна Садовська та ін.).

## Літературна творчість
Автор комедій: «Лицеміри» (1908) та «Шантрапа» (1914), спогадів «По шляху життя» (1935) і ряду статей з майстерності актора.

## Особисте життя

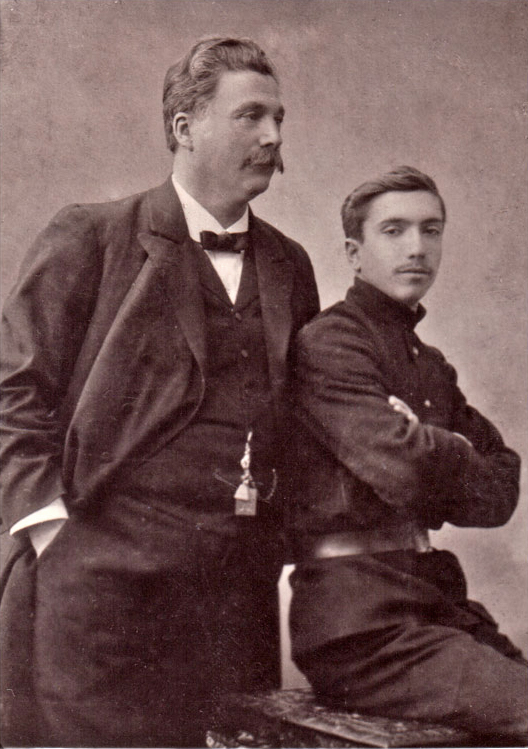
Панас Саксаганський із сином Петром Тобілевичем, 1890-ті рр.

У 1903 році Саксаганський познайомився у Варшаві з Ніною Левченко, яка стала його дружиною. До того від актриси Лідії Квітки мав сина Петра, що ріс із батьком, став інженером. Онук Саксаганського, Богдан Тобілевич, — архітектор. Правнук Петро — російський актор, жив у Москві. Зберігав архів прадіда, який мав бути переданий до Києва, коли там відкриють музей Саксаганського.
Панас Саксаганський був вітчимом Варвари Любарт — згодом народної артистки УРСР.

## Вшанування пам'яті
|                                                      |  |  |
| Ювілейна монета НБУ присвячена Панасу Саксаганському |  |  |

Меморіальна дошка на Жилянській вулиці в Києві, де з 1912 по 1940 рік проживав Саксаганський (вкрадено 2018 року)

Надгробок Панаса Саксаганського на Байковому кладовищі в Києві

На честь Панаса Саксаганського названо вулиці у містах Києві, Львові, Дніпрі, Кам'янець-Подільському. У Миколаєві – вулиця та провулок.
У Кривому Розі є район Саксаганський та вулиця Панаса Саксаганського.
У місті Біла Церква розташований Київський академічний обласний музично-драматичний театр імені П. К. Саксаганського
У Житомирі є провулок Панаса Саксаганського.
14 травня 2019 року, до 160-ліття з дня народження актора, НБУ випустив ювілейну монету, присвячену Панасу Карповичу.